# Клещи
Клещи е общо наименование на група ръчни инструменти, използвани за захващане, развиване, рязане и други. Състои се от два лоста от първи род, съединени в опорната точка. Клещите в най-общия смисъл на думата са древно изобретение, което се е променило много малко в продължение на годините. Съвременните клещи се изработват от метал, като дръжките им са обвити с мек пластмасов материал за по-лесно и удобно захващане или в някои случаи за изолация от електрически ток при работа с проводници. Съществуват много различни видове клещи с различни предназначения.
Прилаганата сила е върху дългите рамена – дръжките, които въздействат чрез късите рамена на обекта. По този начин силата се увеличава със съотношението на двете рамена на лоста.

## История
С развитието на първите занаяти, свързани с огъня, като ковачеството и леярството, се появяват и първите клещи. Рисунки по древногръцките вази и скулптурите показват бога-ковач Хефест с клещи като част от работата му.
Развитието на техниката е свързано и с непрекъснатото появяване на нови видове клещи. Много нови технологии и тяхното практическо приложение е свързано с варианти на стари клещи или нови видове клещи –например за полагането на световоди.

## Видове клещи
Поради това, че клещите имат най-различни приложения в различни области на техниката, медицината и бита, тяхното разнообразие е почти безгранично.
Има все пак няколко основни вида:
- Захващащи клещи, които намират приложение в преработката на желязо, за да могат частите да се изваждат от пещта и поставят в нея –ковашки клещи.
- Режещи отделящи клещи
- Клещи за оформяне –например кримпващи клещи като при свързване на проводник с контактен елемент
- Комбинирани
- Mултифункционални комплекти инструменти: обикновено имат сгъваеми клещи.

### Клещи за занаятчийство и промишлеността
- Комбинирани клещи
- Тръбни клещи (тръбен ключ)
- Керпеден (режещи клещи)
- Секачки
- За сваляне на изолацията (Стрипващи клещи)
- Клещи за кримпване
- Зегерклещи
- Ковашки клещи
- Кръгли клещи
- Плоски клещи и др.

### Медицински клещи
Една голяма група клещи със специално използване са медицинските клещи. Те се изработват от неръждаема стомана. Трябва да се стерилизират лесно.
Едни от най-известните медицински клещи са зъболекарските клещи.